# عظائيات باغوالية
العظائيات الباغوالية (الاسم العلمي:†Bagualosauria) هي أصنوفة عليا منقرضة من الزواحف تتبع رتبة شبيهات عظائيات الأرجل.
تم إنشاء العظائيات الباغوالية للتضم جنس العظاءة الباغوالية وجنس عظاءة سالتا "(تعريف جديد قائم على العقدة). يشير هذا الاسم إلى الحجم الكبير من الأصناف داخل الأصنوفة مقارنةً بشبيهات عظائيات الأرجل الأخرى. تعرف العظائيات الباغوالية على أنها تحوي الأونايصورات والعظائيات المسطحة وعظاءة قوس قزح (Arcusaurus) والعظاءة الآمنة (Asylosaurus) والعظاءة الباغوالية وعظاءة إيبرهارد فراس (Efraasia) وعظاءة نامبال (Nambalia) وتنين بانتي فينون (Pantydraco) والعظاءة سنخية الأسنان.

## التصنيف
- الأونايصورات
  - الأونايصور